# Nationale Vergadering (Togo)
De Nationale Vergadering (Frans: Assemblée nationale) is het eenkamerparlement van Togo en telt 91 leden die via het stelsel van evenredige vertegenwoordiging worden gekozen. Verkiezingen vinden om de vijf jaar plaats.
De Nationale Vergadering ontstond in 1960, het jaar van de onafhankelijkheid van het land. Van 1980 tot 1991 was er slechts een politieke partij vertegenwoordigd in het parlement, de Rassemblement du Peuple Togolais (RPT) van president Étienne Eyadéma die in 1967 middels een staatsgreep aan de macht kwam. Het parlement werd door de nieuwe regering geruime tijd buitenspel gesteld. Een nationale raad, samengesteld uit het centraal comité van de RPT nam een aantal functies van het parlement over. Pas in 1979 werden er voor het eerst weer verkiezingen gehouden op basis van een eenpartijstelsel. In 1991 werd een meerpartijenstelsel ingevoerd en bij de eerste democratische verkiezingen in 1994 werd de oppositiepartij Comité d'Action pour le Renouveau (CAR) de grootste partij. President Eyadéma wist echter de oppositie te neutraliseren en zorgde ervoor dat zijn eigen RPT aan de macht bleef. Na het overlijden van Eyadéma (2005) werd hij als staatshoofd opgevolgd door zijn zoon Faure Eyadéma die sindsdien aan de macht is. In 2012 ontbond hij de RPT en verving haar door de Union pour la République (UNIR).
Bij de verkiezingen van 2018 behaalde de UNIR een ruime meerderheid van 59 zetels. De oppositie wordt gevormd door een vijftal partijen die gezamenlijk 14 zetels hebben. Daarnaast hebben nog 18 partijloze kandidaten zitting in het parlement; deze behoren formeel ook tot de oppositie.
Yawa Djigbodi Tségan, voorzitter sinds 2019, is de eerste vrouw die deze functie bekleedt.

## Zetelverdeling

Zetelverdeling na de verkiezingen van 2018